# ビータ・ベア
ビータ・ベア（Vita Vea）ことテビータ・トゥリアキオノ・トゥィプロトゥ・モジーズ・バハエ・フェホコ・ファレタウ・ベア（Tevita Tuliʻakiʻono Tuipulotu Mosese Vaʻhae Fehoko Faletau Vea, 1995年2月5日 - ）は、アメリカ合衆国カリフォルニア州スタンフォード出身のプロアメリカンフットボール選手。NFLのタンパベイ・バッカニアーズに所属している。ポジションはディフェンシブタックル。

## 経歴

### カレッジ
ワシントン大学では3年目の2017年シーズンにPac-12の最優秀守備選手賞を受賞した。シーズン終了後、2018年のNFLドラフトにアーリーエントリーした。

### タンパベイ・バッカニアーズ
ドラフト前に参加したコンバインでハムストリングを痛め、ドリルを完了することができなかった。
| 6 ft 4 in (193 cm)          | 347 lb (157 kg) | 32+5⁄8 in (83 cm) | 10 in (25 cm) | 5.10 s | 1.76 s | 2.95 s | 41 回 |
| All values from NFL Combine |                 |                   |               |        |        |        |       |

ドラフト全体12位でタンパベイ・バッカニアーズから指名され、その後ルーキー契約を結んだ。

#### 2018年シーズン
開幕前にふくらはぎを痛め、シーズン最初の3試合を欠場した。第10週のワシントン・レッドスキンズ戦でキャリア初となるサックを記録した。
このシーズンは28タックル、3サックを記録した。

#### 2019年シーズン
第12週のアトランタ・ファルコンズ戦ではサックに加え攻撃にも参加し、ジェイミス・ウィンストンのパスを受けてタッチダウンを記録。NFLでは2014年のJ・J・ワット以来史上9人目となる「1試合にサックとパスからのタッチダウンの両方を記録した選手」となった。また、NFLでパスからのタッチダウンを記録した史上最重量の選手となった。

#### 2020年シーズン
第5週のシカゴ・ベアーズ戦でデビッド・モンゴメリーにタックルを記録した際に右足を骨折し、故障者リザーブへ送られた。レギュラーシーズンでは5試合の出場に留まった。チームはプレーオフを勝ち上がり、スーパーボウル制覇を成し遂げた。

#### 2021年シーズン
開幕前にバッカニアーズから5年目の契約オプションを行使された。
第11週のワシントン・フットボールチーム戦で膝を負傷した。

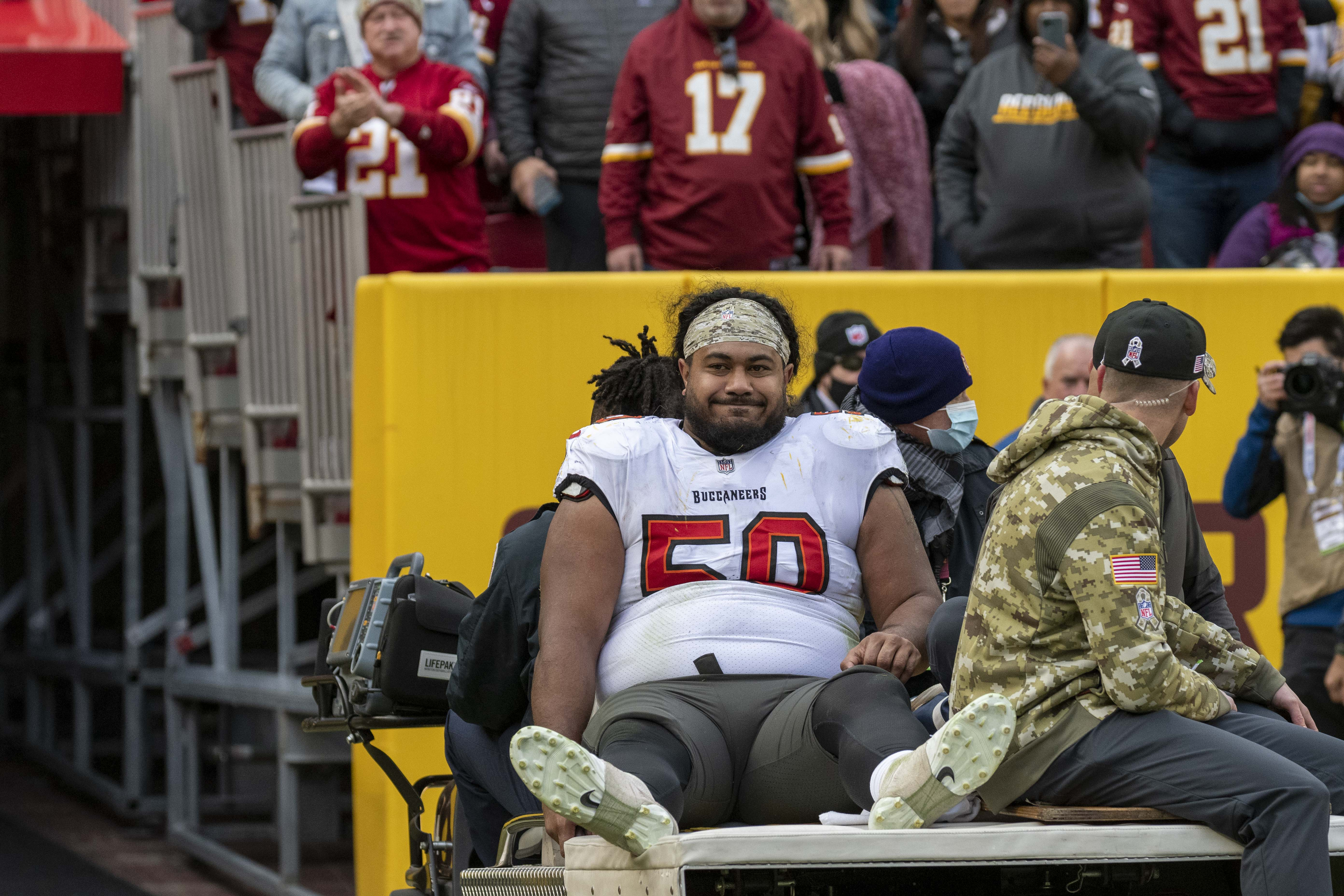
負傷して運ばれるベア
(2021年)

2022年1月8日にバッカニアーズと4年総額7,300万ドルの契約延長に合意した。このシーズンはスーパーボウルに出場するアーロン・ドナルドの代理として、自身初となるプロボウルに選出された。

#### 2022年シーズン
このシーズンは14試合に出場し、31タックル、6.5サックを記録した。

#### 2023年シーズン
このシーズンは15試合に出場し、43タックル、5.5サックを記録した。

#### 2024年シーズン
このシーズンは16試合に出場し、42タックルと自己最高の7サックを記録した。2度目のプロボウルに選出された。